# Kositerničevke
Kositernice (kositerničevke, kositerkovke, lat. Ephedraceae) je biljna porodica razvojno naprednijih (odvedenijih) golosjemenjača smještena u vlastiti red kositernicolike ili Ephedrales. Jeedini živi rod je Ephedra.
Porodica i red su nekada uključivane u vlastiti razred Ephedropsida L.D. Benson ex Reveal

## Osobine, rasprostranjenosti upotreba
Po građi svojih cvjetova slične su kritosjemenjačama. Porodici pripada jedini rod kositernica (Ephedra) s približno 60 vrsta raširenih u različitim klimatskim područjima, od vazdazelenoga područja Sredozemlja do planinskih područja Himalaje u Aziji i Anda u Americi. Često su kao grmlja viđani u vestern filmovima. Najpoznatija je Ephedra sinica.
Kositernice su šibasti grmovi i biljke povijuše s člankovitom stabljikom poput preslica. Sitni ljuskasti listovi smješteni su u pršljenu ili su nasuprotno, po dva međusobno, srasli u rukavce obuhvaćajući koljenca stabljike. Sitni, jednostavno građeni, neugledni cvjetovi jednospolni su, većinom dvodomni. Iz ženskih se cvjetova, s po jednim sjemenih zametkom obavijenim ovojem u obliku cijevi, razvijaju tvorevine oput ploda, u većine vrsta nalik na bobu. Neke su vrste ljekovite (Ephedra funerea) od kojih se radu čajevi, a neke daju drogu (Herba Ephedrae) koja sadrži alkaloid efedrin.
Upotrebljava se protiv bronhijalne astme i drugih alergija. U našem Hrvatskom primorju, pretežito u vegetaciji stjenjača, rastu puzava kositernica (Ephedrae campylopoda; krta kositernica; vlasac), dvoredna kositernica (Ephedrae distachya) i uspravna kositernica (Ephedrae major, Ephedrae nebrodensis).
Krta kositernica je istočnomediteranska biljka koja je rasprostranjena od Hrvatske do Sirije i Kurdistana, a u Hrvatskom primorju se najviše javlja u krševitim predjelima Dalmacije.

## Fosilni rodovi
Na popisu je 13 fosilnih rodova, to su
1. Genus Alloephedra J.R. Tao & Y. Yang, 2003 †
2. Genus Amphiephedra Miki, 1964 †
3. Genus Beipiaoa D.L. Dilcher, G. Sun & S.-L. Zheng in G. Sun, S.-L. Zheng, D.L. Dilcher, Y.-D. Wang & S.-W. Mei, 2001 †
4. Genus Chengia Y. Yang, L. Lin & Q. Wang, 2013 †
5. Genus Drewria P.R. Crane & G.R. Upchurch, 1987 †
6. Genus Ephedrispermum C. Rydin, K.R. Pedersen, P.R. Crane & E.M. Friis, 2006 †
7. Genus Ephedrites Göppert & Berendt in Berendt, 1845 †
8. Genus Erenia V.A. Krassilov, 1982 †
9. Genus Gurvanella V.A. Krassilov, 1982 †
10. Genus Leongathia V.A. Krassilov, D.L. Dilcher & J.G. Douglas, 1998 †
11. Genus Liaoxia Z.Y. Cao & S.Q. Wu in C. Rydin, S.Q. Wu & E.M. Friis, 2006 †
12. Genus Prognetella V.A. Krassilov & E.V. Bugdaeva, 1999 †
13. Genus Siphonospermum C. Rydin & E.M. Friis, 2010 †